# Флоринское
Флоринское (укр. Флоринське) — село, относится к Ширяевскому району Одесской области Украины.
Население по переписи 2001 года составляло 189 человек. Почтовый индекс — 66811. Телефонный код — 4858. Занимает площадь 0,9 км². Код КОАТУУ — 5125480311.

## Местный совет
66811, Одесская обл., Ширяевский р-н, с. Александровка, ул. Школьная, 24